# عملية غرايف

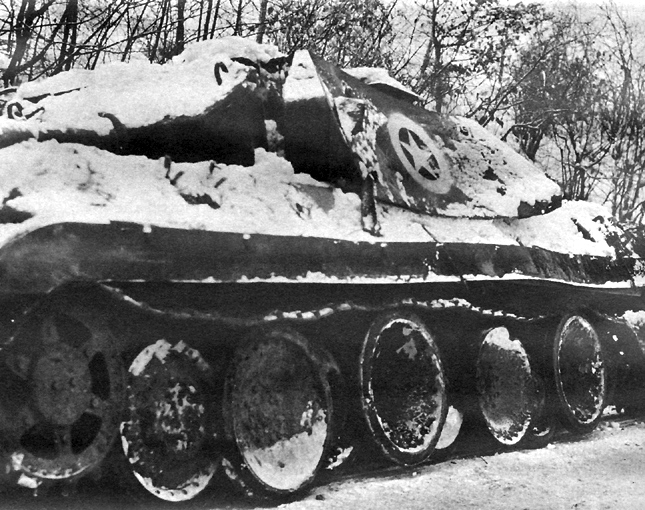

عملية غرايف أو عملية جريفين (بالألمانية: Unternehmen Greif، وبالإنكليزية: Operation Greif) كانت عملية عسكرية من بنات أفكار أدولف هتلر. إذ كانت إحدى ثلاثة عمليات داعمة بدأت متزامنة مع معركة الثغرة وقد قاد هذه العملية ضابط المهمات الخاصة في وحدة القوات الخاصة أوتو سكورزيني على رأس لواء من خيرة العسكريين الألمان. تهدف العملية بخلق الفوضى في الخطوط الدفاعية الخلفية من صفوف قوات الحلفاء.
ولتتمكن القوات المنفذة للعملية من الوصول إلى أهدافها كان عليهم أن يبدوا وكأنهم من القوات الأمريكية، إلا أن نقص الملابس العسكرية الأمريكية ونقص في المركبات وطائرات النقل العسكري الأمريكية وقلة الرجال المتحدثين باللغة الإنجليزية، جعل هذه القوة تعدل من خطتها. فدخلت خطوط الحلفاء وكأنها قوافل من الأسرى الألمان. ولقد تمكنت هذه القوة من خلق فوضى عارمة، وأطلق على هذه القوة لواء حصان طروادة.
غيروا يافطات الطرق، فجروا مستودعات الأسلحة وعاثوا خرابا حتى ألقي القبض عليهم جميعاً. ولمن كان منهم يرتدي الملابس الأمريكية نفذ فيه حكم الإعدام. وقد سميت العملية باسم المخلوق الأسطوري الفتخاء (وهو يسمى بالألمانية غرايف Greif وبالإنكليزية جريفين Griffin)، لأنها عملية مقصود فيها التمويه وحماية الهدف الأساسي وهو تحقيق أهداف معركة الثغرة لعكس نتائج الحرب.